# Catherine Sauvage

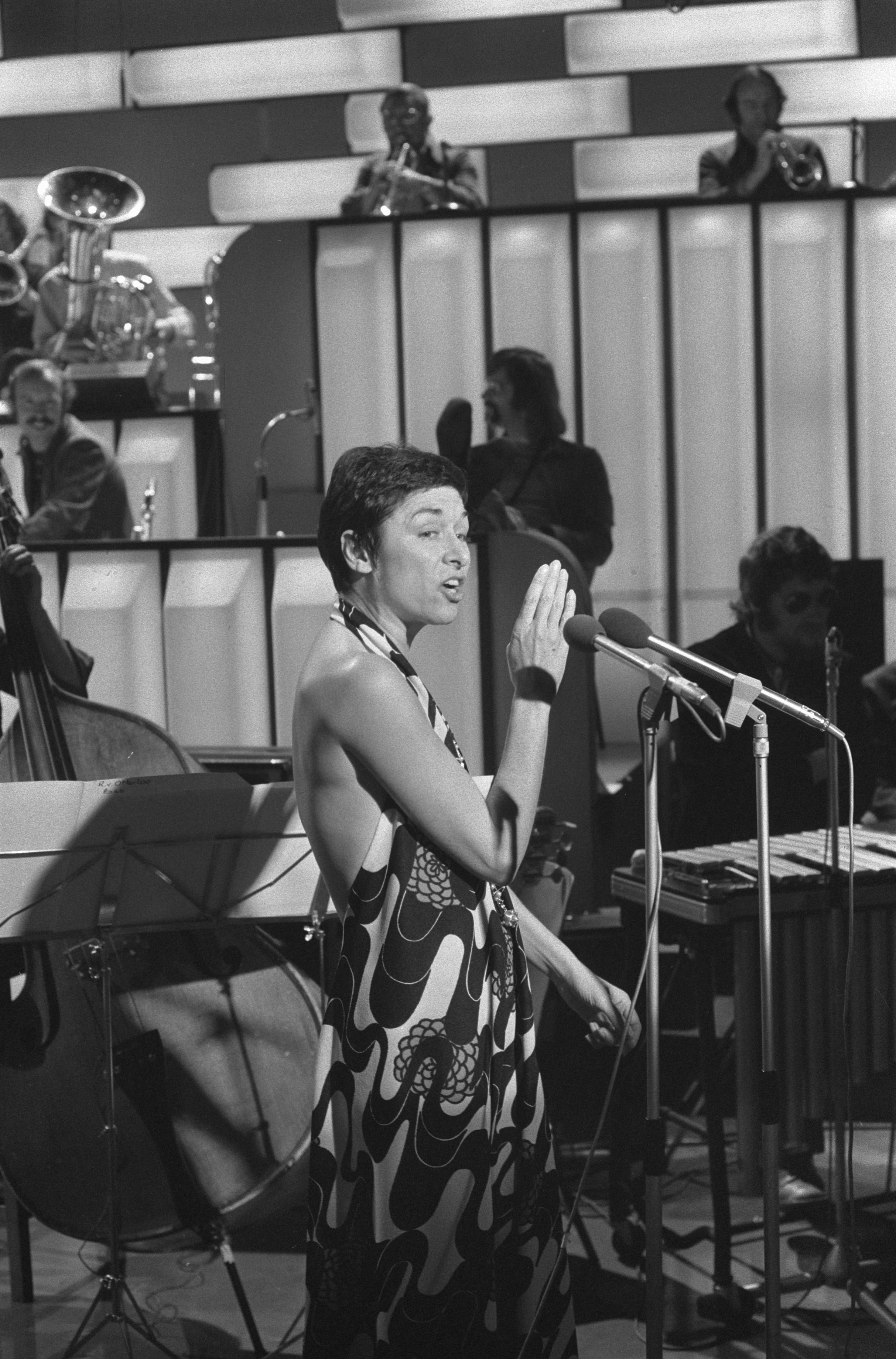
Catherine Sauvage (1974)

Catherine Sauvage (* 29. Mai 1929 in Nancy als Jeannine Marcelle Saunier; † 19. März 1998 in Bry-sur-Marne, Département Val-de-Marne) war eine französische Chansonnière und Schauspielerin.

## Leben
Jeannine Saunier, die schon früh vom Theater begeistert war, kam im Jahr 1947 nach Paris, wo sie nach einem früheren Freund den Künstlernamen Sauvage annahm. Sie nahm Schauspielunterricht bei Jean-Louis Barrault und begann in Cabarets wie dem Rose Rouge, L’Écluse, Quod Libet, Tabou, L’Arlequin und Trois Maillets Chansons zu singen. Im La Huchette lernte sie 1949 Leo Ferré kennen und war fasziniert von seinem Auftritt. Als sie Jacques Canetti vier Jahre später in seinem Caberet Les Trois Baudets engagierte, sang sie Ferrés Chansons wie Monsieur William, Les Amoureux du Havre, Paris canaille, Le Piano du pauvre, L’Ile Saint-Louis, L’Homme und Le Guinche. Mit diesem Vortrag feierte sie auch Erfolge im Olympia und erhielt im Jahr 1954 den Grand Prix du Disque.

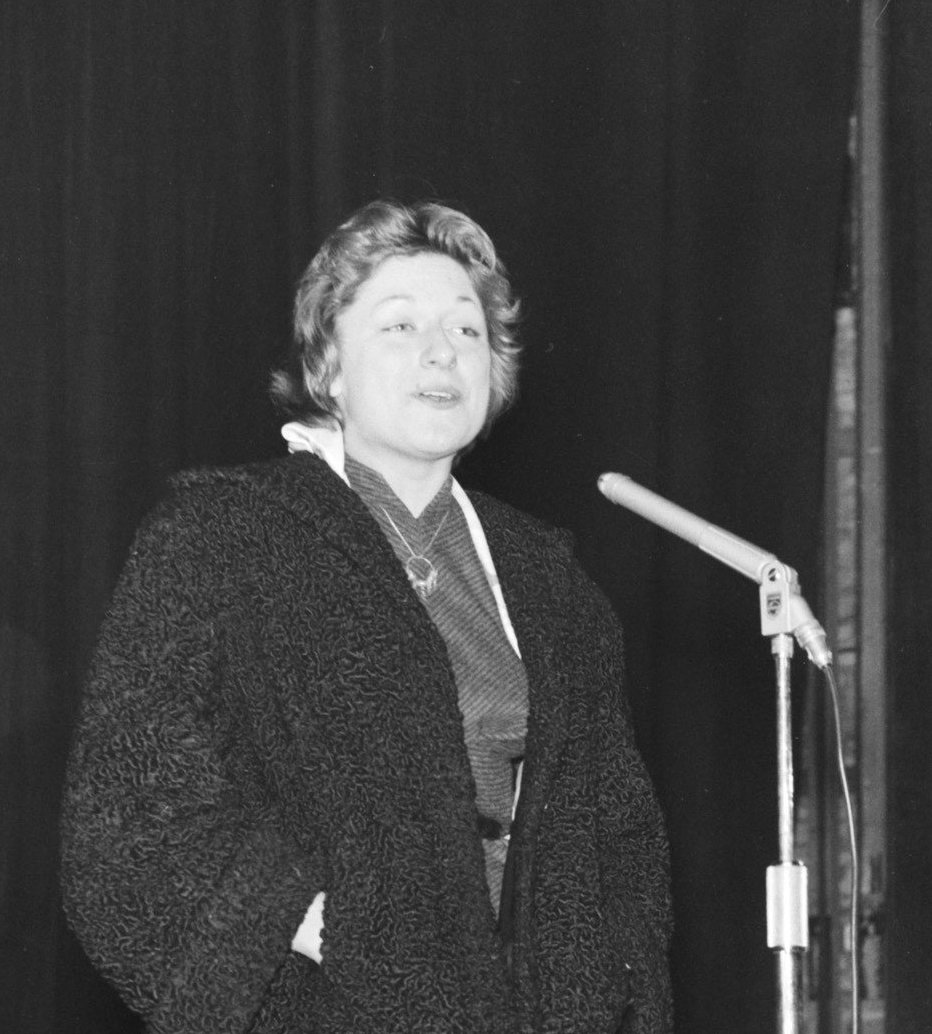
Catherine Sauvage (1955)

Sauvage sagte über ihre Anfangszeit Ende der 1940er bis Anfang der 1950er Jahre in Paris:

„Es war eine wunderbare Atmosphäre, denn es war nach dem Krieg und man hatte Durst, sei es unter den Künstlern, sei es im Publikum. Durst nach Poesie, Durst nach neuen Dingen. Die Menschen waren sehr offen. Hier lebten alle Künstler zusammen. Die Romanciers begegneten den Malern, den Schauspielern, den Sängern. Das war eine Zeit, in der man nicht vorwiegend materiell eingestellt war. Gage? Darüber machte man sich nur lustig, man sang zum Vergnügen, weil da wirklich ein Publikum war, das eine große Lust hatte.“

Sauvages besonderes Interesse galt der Interpretation anspruchsvoller Texte von Schriftstellern. So hatte sie neben Liedern von Gilles Vigneault, Jean-Roger Caussimon, Félix Leclerc, Georges Dor, Serge Gainsbourg und Jean-Claude Darnal auch Texte von Jacques Prévert, Charles Baudelaire, Bertolt Brecht, Colette, Alfred Jarry, Pierre Mac Orlan, Henri Michaux und Louis Aragon in ihrem Programm. Letzterer sagte über ihren Vortrag seiner Gedichte: « Et tout à coup avec sa voix, comme un cadeau, chaque mot prend sens complet » (deutsch: „Und plötzlich mit ihrer Stimme, wie durch ein Geschenk, erhält alles seinen vollständigen Sinn.“) Georges Brassens urteilte über ihren Vortrag: « Catherine Sauvage, elle ne chante pas, elle mord » (deutsch: „Catherine Sauvage singt nicht, sie beißt.“)
Nachdem Sauvage 1961 noch einen zweiten Grand Prix du Disque erhalten hatte, trat sie während der Popmusik-Welle, die Frankreich Anfang der 1960er Jahre überschwemmte, in der Hintergrund und arbeitete hauptsächlich als Theaterschauspielerin, ehe sie im Jahr 1968 im Bobino ein Comeback feierte. Im Jahr 1992 nahm sie noch einmal eine Platte zu Ehren Jacques Préverts auf, im Juli 1994 hatte sie in La Rochelle ihren letzten Auftritt, ehe sie vier Jahre später an Krebs starb.

## Diskografie (Auswahl)
- 1961: Chansons de Louis Aragon
- 1961: Chansons de coeur… chansons de tête
- 1964: Catherine Sauvage chante Kurt Weill
- 1964: Chansons d’amour et de tendresse, chansons des amours déchirantes
- 1966: Chansons françaises du Canada
- 1968: Le Bonheur. Catherine Sauvage à Bobino 1968
- 1969: Le Miroir aux alouettes
- 1969: Chansons libertines
- 1970: Larguez les amarres
- 1971: Avec le temps
- 1992: Colette: Dialogues de bêtes

## Filmografie (Auswahl)
- 1956: Paris canaille
- 1966: Deux heures à tuer
- 1977: Kommissar Moulin (Commissaire Moulin, Fernsehserie, 1 Folge)
- 1983: La Fiancée qui venait du froid
- 1988: Le Miroir aux alouettes

## Theater (Auswahl)
- 1954: Der gute Mensch von Sezuan von Bertolt Brecht, Regie Roger Planchon, Festival de Lyon, Théâtre de la Comédie Lyon
- 1958: Der gute Mensch von Sezuan von Bertolt Brecht, Regie Roger Planchon, Théâtre de la Cité Villeurbanne
- 1959: L'Échange von Paul Claudel, Regie Hubert Gignoux, Centre dramatique de l’Est
- 1962: Frank der Fünfte von Friedrich Dürrenmatt, Regie Claude Régy und André Barsacq, Théâtre de l’Atelier
- 1963: Divines Paroles nach Ramón María del Valle-Inclán, Regie Roger Blin, Théâtre de l'Odéon
- 1963: Le Roi de l’univers von Gabriel Arout, Tournee
- 1977: Die Nacht des Leguan von Tennessee Williams, Regie Andreas Voutsinas, Théâtre des Bouffes du Nord